# U.S. Men's Clay Court Championships 2015
U.S. Men's Clay Court Championships 2015 — тенісний турнір, що проходив на ґрунтових кортах у місті Х'юстон, США з 6 квітня. Належав до категорії ATP World Tour 250.

## Фінальна частина

### Одиночний розряд
Джек Сок —  Сем Кверрі 7–6(11–9), 7–6(7–2)

### Парний розряд
Річардас Беранкіс /  Теймураз Габашвілі —  Трет Г'юї /  Скотт Ліпскі 6–4, 6–4